# Vanadato d'ammonio
Il vanadato d'ammonio (o metavanadato d'ammonio) è il sale d'ammonio dell'acido vanadico.
A temperatura ambiente si presenta come un solido bianco inodore. È un composto tossico, irritante.
È un inibitore degli scambiatori sodio-potassio e calcio. Stabilizza la conformazione E2. Viene impiegato nell'industria dell'acido adipico come catalizzatore, assieme al nitrato di rame, della reazione di ossidazione della miscela cicloesanolo/cicloesanone a dare acido adipico.